# Corestheta alternata
Corestheta alternata är en skalbaggsart som beskrevs av Carter 1929. Corestheta alternata ingår i släktet Corestheta och familjen långhorningar. Inga underarter finns listade i Catalogue of Life.